# The Showdown Effect
The Showdown Effect est un jeu vidéo d'action développé par Arrowhead Game Studios et édité par Paradox Interactive, sorti en 2013 sur Windows et Mac.

## Accueil
- Canard PC : 7/10[1]